# Lohsalm
Die Lohsalm (auch Lohsalmbach) ist ein rechter Zufluss der Salm (Mosel) in der Eifel in Rheinland-Pfalz mit einer Länge von 6,6 km, einem Einzugsgebiet von 15,98 km² und der Gewässerkennziffer 26742.

## Geographie

### Verlauf
Die Lohsalm entspringt in einem Waldgebiet auf 503 m ü. NHN zwischen Densborn und Meisburg und läuft in nordöstlicher Richtung zum Forsthaus Meisbrück und zum Ort Schafbrück. Dort fließt der Schafbach zu. Nach der Unterquerung der Bundesstraße 257 fließt sie an der Gemeinde Meisburg mit dem Zufluss des Meisburger Baches vorbei und dann in südlicher Richtung zur Schneidemühle, siehe dazu die Liste der Kulturdenkmäler in Meisburg.
In einem kleinen Weiher nimmt der Bach den Rackenbacher Graben auf und mündet später auf 361 m zwischen Oberkail und Eisenschmitt in die Salm. Kurz vor der Mündung kreuzt der Bach den Oberen Wüstungsgraben (0,9 km) und den Graben bei der Wüstung Korneshütte (0,6 km).

### Zuflüsse
- Schafbach, links, 3,5 km, 5,16 km²
- Meisburger Bach (auch Dömpelsbach), links, 1,5 km, 3,02 km²
- Rackenbacher Graben, rechts, 0,9 km, 1,18 km²